# Amerila erythropus
Amerila erythropus là một loài bướm đêm thuộc phân họ Arctiinae, họ Erebidae.